# Ibrahim Ismail de Johor
Ibrahim Ismail de Johor (em javanês: سلطان إبراهيم ابن المرحوم سلطان إسکندر; nascido em 22 de novembro de 1958) é atual e 17º rei da Malásia (Yang di-Pertuan Agong da Malásia), o 25º Sultão de Johor e o 5º Sultão do Johor moderno desde janeiro de 2010. Filho mais velho do falecido Sultão Iskandar, ele é casado e tem seis filhos, um dos quais falecido de câncer.
Seguindo a lista de monarcas da monarquia rotativa da Malásia, ele se tornou Yang di-Pertuan Agong da Malásia em 31 de janeiro de 2024, quando sucedeu Abdullah de Pahang.

## Biografia
Ibrahim Ismail nasceu em 22 de novembro de 1958 no Hospital Sultanah Aminah, Jor Baru, Johor, Malásia, durante o reinado de seu bisavô, Sultan Ibrahim. É o filho mais velho do falecido sultão Iskandar com sua primeira esposa, a inglesa Josephine Ruby Trevorrow (2 de dezembro de 1935 - 1 de junho de 2018), que Iskandar (então Tunku Mahmood) havia conhecido enquanto estudava na Inglaterra. Trevorrow, uma empresária, assumiu o nome de "Kalsom binti Abdullah" após seu casamento, mas após se separar voltou para a Inglaterra e se casou novamente, falecendo em 2018.
Quando seu bisavô, o sultão Ibrahim, morreu em Londres em 8 de maio de 1959, e seu avô de Tunku Ibrahim Ismail, Ismail de Johor, o sucedeu como sultão de Johor, Ibrahim Ismail subiu para o segundo lugar na linha de sucessão ao trono, logo depois de seu pai.
Segundo o portal do NST, ele é apaixonado por carros e por esportes, praticando principalmente polo, além de ser tenista, velejador, atirador, piloto e paraquedista.

### Educação
Seu avô o enviou para concluir o ensino médio na Trinity Grammar School em Sydney, Austrália, de 1968 a 1970. Depois de terminar o ensino médio, ele foi enviado para Pusat Latihan Tentera Darat (PULADA) em Kota Tinggi para seu treinamento militar básico. Ele também recebeu treinamento militar nos Estados Unidos - em Fort Benning, na Geórgia e, posteriormente, em Fort Bragg, na Carolina do Norte.

## Funções

### Príncipe Herdeiro
Ibrahim foi nomeado Tunku Mahkota (Príncipe Herdeiro) de Johor em 3 de julho de 1981 e passou a residir principalmente em Istana Pasir Pelangi (onde istana significa palácio) desde então. Ele foi regente de Johor entre 26 de abril de 1984 e 25 de abril de 1989, quando seu pai cumpriu seu mandato como Yang di-Pertuan Agong (Rei) da Malásia. Posteriormente, Ibrahim gradualmente assumiu diversos deveres e funções no lugar de seu pai idoso, incluindo presidir a 211ª Conferência de Governantes, em que ele e seu homônimo Abdullah de Pahang representaram seus pais nas reuniões.
Pouco antes do político da oposição filipina Benigno Aquino Jr. ser assassinado no Aeroporto Internacional de Manila em 21 de agosto de 1983, Tunku Ibrahim conheceu Aquino em sua chegada a Cingapura e mais tarde o apresentou a outros líderes malaios. Uma vez em Johor, Aquino também se encontrou com o pai de Ibrahim, Sultan Iskandar, que era um amigo próximo. 

### Sultão de Johor
Poucas horas antes da morte de seu pai, em 22 de janeiro de 2010, Tunku Ibrahim foi nomeado regente de Johor, após relatórios médicos que sugeriam a morte iminente do sultão Iskandar. O sultão Iskandar morreu na mesma noite e Ibrahim foi empossado como sultão de Johor na manhã seguinte. O Menteri Besar (ministro-chefe) de Johor, Abdul Ghani Othman, citou que o sultão Ibrahim e os membros imediatos da família real cumpririam um período de luto de 40 dias. Durante a temporada de luto, o Sultão Ibrahim fez sua presença inaugural na Conferência dos Governantes em fevereiro de 2010 como o Sultão de Johor. 
Em 30 de junho de 2011, Ibrahim dirigiu o último trem da estação ferroviária de Tanjong Pagar, tendo recebido aulas do Inspetor Chefe de Locomotivas Hasnol Azahari Aman de Keretapi Tanah Melayu para capacitá-lo a fazer isso. Ele afirmou que desejava fazer isso porque seu avô, Ismail, havia inaugurado a linha entre Cingapura e a Malásia em 1923 e que era apropriado que ele conduzisse o último trem para fora da estação. 
Em 5 de fevereiro de 2012, coincidindo com as celebrações de Maulidur Rasul, ele declarou Muar como a nova capital real de Johor, substituindo Jor Baru. Ele escolheu a cidade porque é "rica em história e tradição, além de pacífica, bonita e progressista" e posteriormente se tornou o primeiro monarca de Johor a comemorar seu aniversário em Muar em 22 de novembro de 2012. 
Foi coroado Sultão de Johor em 23 de março de 2015. A última coroação havia sido a de seu avô, Ismail, em 10 de fevereiro de 1960. A partir de então, o dia de sua coroação se tornou um feriado anual como o Dia do Sultão, substituindo o feriado de 22 de novembro, dia de seu aniversário.
Ele é conhecido por sua moderação religiosa e condenou a crescente arabização da cultura muçulmana malaia. Apesar de ser o único Sultão na Malásia sem educação superior ele é conhecido por apoiar a educação de qualidade em seu país.

### Rei da Malásia
Em 27 de outubro de 2023 o Conselho dos Reis escolheu Ibrahim o próximo Rei da Malásia, cargo que ele passou a ocupar em 31 de janeiro de 2024 por um prazo de cinco anos. 

## Casamento e descendentes
O Sultão Ibrahim casou-se com Raja Zarith Sofiah, filha do Sultão Idris Shah II de Perak, em 1982. Eles têm seis filhos:
- Tunku Ismail Idris Abdul Majid Abu Bakar (nascido em 30 de junho de 1984): é o príncipe herdeiro de Johor desde a ascensão de seu pais como Sultão e é casado desde 2014 com Khaleeda Bustamam, com quem tem quatro filhos [8][9]
- Tunku Tun Aminah Maimunah Iskandariah (nascida em 8 de abril de 1986): a única filha mulher de Ibrahim, recebeu o título de Tun de seu pai em 2012. Casou com Dennis Muhammad Abdullah (nascido Dennis Verbaas), ex-jogador de futebol semiprofissional da Holanda, em 14 de agosto de 2017[3]
- Tunku Idris Iskandar (nascido em 25 de dezembro de 1987): detém o título de Tunku Temenggong de Johor (vice-príncipe herdeiro) e foi nomeado regente de Johor durante a ausência de seu pai em 29 de setembro de 2012
- Tunku Abdul Jalil (nascido em 5 de julho de 1990: falecido em 5 de dezembro de 2015 de câncer no fígado. Detinha o título de Tunku Laksamana de Johor e recebeu o nome de Almarhum postumamente[1]
- Tunku Abdul Rahman (nascido em 5 de fevereiro de 1993): detém o título de Tunku Panglima de Johor
- Tunku Abu Bakar (nascido em 30 de maio de 2001): detém o título de Tunku Putera de Johor

## Sumário
- Este artigo foi inicialmente traduzido, total ou parcialmente, do artigo da Wikipédia em inglês cujo título é «Ibrahim Ismail of Johor».